# Laura Termini
Laura Termini (sinh ngày 3 tháng 8 năm 1974) là một nữ diễn viên, nhà sản xuất, nhà văn, và một cố vấn về sức khỏe / sắc đẹp được chứng nhận của Hội đồng AADP người Venezuela. Cô cũng là người đóng góp cho Huffington Post trong các chuyên mục về sức khỏe và sắc đẹp. Termini đã đóng vai chính trên các mạng như Telemundo, Univision, Venevisión, Azteca América. Cô được mời đến Nhà Trắng để ghi nhận những đóng góp của cô cho sự khỏe mạnh với tư cách là một trong những blogger tiếng Mỹ Latin hàng đầu ở Mỹ. Termini cũng là một trong những tiếng nói tiếng Tây Ban Nha trong Chiến dịch tranh cử tổng thống năm 2008 của Tổng thống Obama.

## Tuổi thơ
Termini được sinh ra từ một người mẹ Mexico và một người cha Sicilia, người đã gặp khi mẹ cô là một nữ diễn viên. Họ kết hôn và chuyển đến Venezuela, nơi Termini được sinh ra. Cô học tại một trường đại học Mỹ trong một năm và chuyển qua lại giữa Hoa Kỳ và Venezuela. Cô hiện đã sống vĩnh viễn ở Hoa Kỳ trong hơn 14 năm.

## Nghề nghiệp

### Diễn xuất
Khi lên 5 tuổi, Termini bắt đầu xuất hiện trong nhiều quảng cáo khác nhau và cũng là ca sĩ, vũ công trong nhóm The Mini Pops, từ một chương trình truyền hình quốc gia Sábado Sensacional trong 8 năm. Cho đến năm 17 tuổi, cô đã tham gia gần 20 vở kịch xà phòng trên mạng địa phương. Bài hát thu âm của cô Laura & Victor đã bán được hơn 100.000 bản và nằm trên Bảng xếp hạng Venuzuelan.
Sau khi chuyển đến Hoa Kỳ, Termini tiếp tục xuất hiện trong các vở kịch xà phòng Tây Ban Nha của Mỹ như Los teen, Amor Descarado và Anita no te Rajes. Cô cũng từng xuất hiện với tư cách là nhân vật chính trong các bộ phim truyền hình De Rodillas, Mea culpa. Năm 2009, Termini đã tổ chức một chương trình phát thanh đoạt giải thưởng Tu mañana cho đài phát thanh SBS Broadcast.